# Marco Galiazzo
Marco Galiazzo (Pàdua, 7 de maig de 1983) és un esportista d'Itàlia de tir amb arc.
Galiazzo va competir als Jocs Olímpics d'Atenes 2004 en la categoria individual masculina de tir amb arc.
Va arribar a la final on es va enfrontar a l'arquer japonès Hiroshi Yamamoto, a qui va guanyar, aconseguint, així, la medalla d'or i convertint-se en el primer campió olímpic de la història de tir amb arc italià.
Galiazzo es va iniciar en l'aprenentatge del tir amb arc als vuit anys, sota el guiatge del seu pare. Va aconseguir la seva primera victòria als Jocs de la Joventut amb deu anys. Als setze anys va ser convocat per primera vegada per a la selecció nacional italiana de tir amb arc. El seu primer club esportiu va ser la Compagnia Arcieri Padovani amb el qual va guanyar la medalla olímpica, mentre que actualment forma part de la societat ASD Arcieri Rio. Entre el seu palmarès figuren, a més de la medalla d'or de les Olimpíades d'Atenes 2004, els següents títols:
- Segon lloc al Mundial Junior en pista coberta el 2001
- Primer lloc a l'últim campionat italià de Reggio Emilia (18-20 de gener de 2008), per davant de Mauro Nespoli 2n i Amedeo Tonelli 3r.
- El 8 de març del 2008 va aconseguir el títol de Campió Europeu en pista coberta, a l'XI Campionat Europeu i del Mediterrani, celebrat a Torí.